# 鮑爾冰川
64°20′S 57°22′E / 64.333°S 57.367°E
鮑爾冰川（英語：Ball Glacier），是南極洲的冰川，位於葛拉漢地的詹姆斯羅斯島東南部，流經漢密爾頓角，最終注入馬卡姆灣，由英國南極名稱諮詢委員會命名，現時由南極條約體系管理。